# Diecezja Bragança Paulista
Diecezja Bragança Paulista (łac. Dioecesis Brigantiensis in Brazilia) – diecezja Kościoła rzymskokatolickiego w Brazylii. Należy do metropolii Campinas, wchodzi w skład regionu kościelnego Sul 1. Została erygowana przez papieża Piusa XI bullą Ad sacram Petri sedem w dniu 24 lipca 1925. Obecny kształt terytorialny uzyskała w 1958.

## Główne świątynie
- Katedra: Katedra Niepokalanego Poczęcia Najświętszej Maryi Panny w Bragança Paulista
- Bazyliki mniejsze:
  - Bazylika Matki Bożej Różańcowej w Caieiras
  - Bazylika Matki Bożej z Belém w Itatibie

## Biskupi diecezjalni
- José Maurício da Rocha (1927–1969)
- José Lafayette Ferreira Álvares (1971–1976)
- Antônio Pedro Misiara (1976–1995)
- Bruno Gamberini (1995–2004)
- José María Pinheiro (2005–2009)
- Sérgio Aparecido Colombo (od 2009)